# سالاد ماکارونی
سالاد ماکارونی نوعی سالاد پاستا است که به صورت سرد با ماکارونی آرنجی پخته شده سرو می‌شود و معمولاً با سس مایونز تهیه می‌شود. بسیار شبیه سالاد سیب زمینی یا سالاد کلم در استفاده از آن، اغلب به عنوان مخلفات برای باربیکیو، مرغ سرخ شده یا سایر غذاهای سبک پیک نیک سرو می‌شود. مانند هر غذا، تنوع ملی و منطقه ای فراوان است اما به‌طور کلی با پیاز خام خرد شده، شوید یا خیارشور شیرین و کرفس تهیه می‌شود و با نمک و فلفل مزه دار می‌شود.

## بر اساس کشور

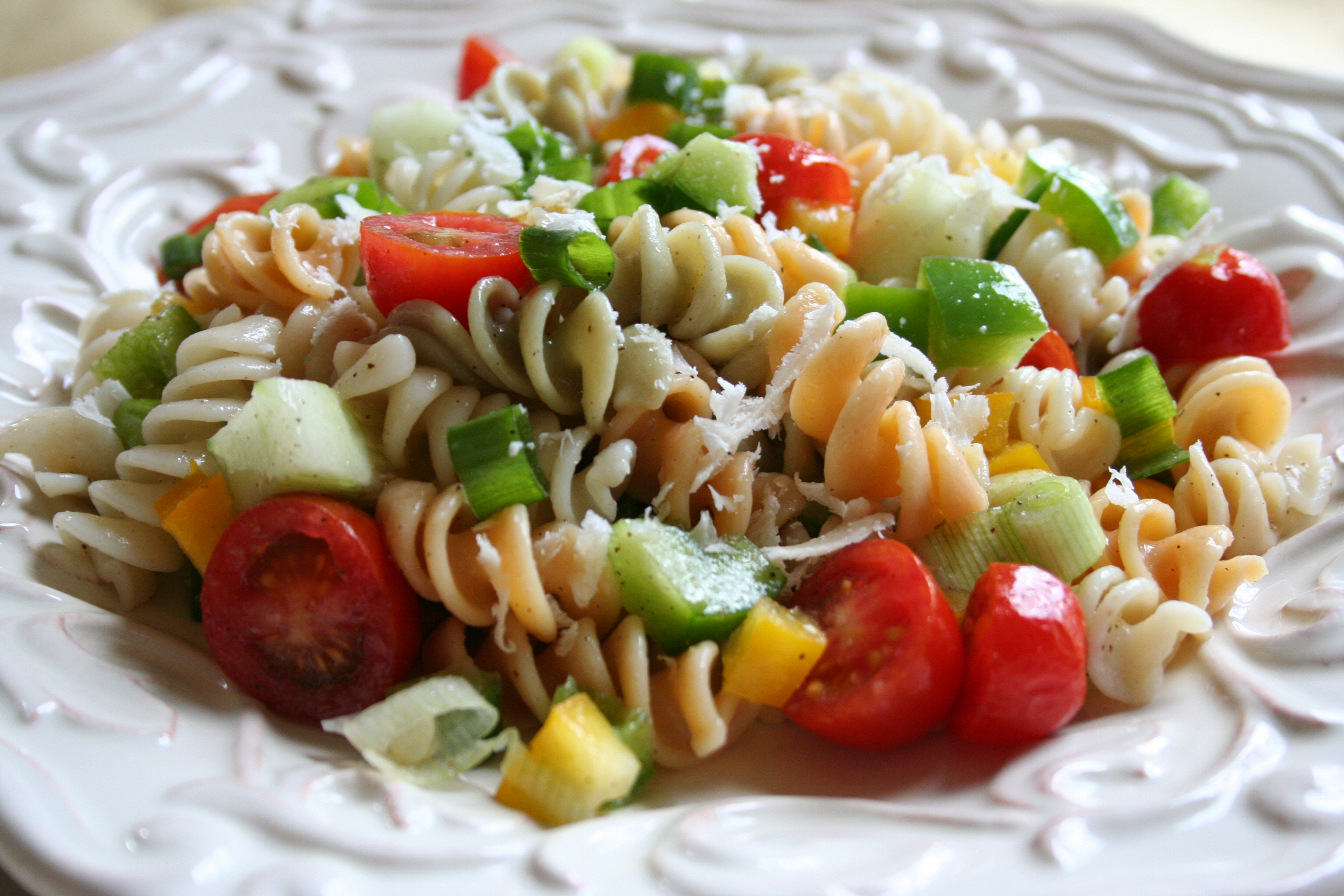
سالاد پاستا از نمای نزدیک

### استرالیا و نیوزلند
در استرالیا و نیوزلند معمولاً به عنوان سالاد پاستا شناخته می‌شود که معمولاً با تکه‌های ماکارونی پخته تهیه می‌شود و از اغذیه فروشی‌های سوپرمارکت خریداری می‌شود.

### فیلیپین
در فیلیپین، سالاد ماکارونی یک دسر یا پیش غذا با طعم ملایم شیرین است. در آن از پیاز، فلفل و کرفس استفاده نمی‌شود. به‌طور معمول از ژله‌های شیرین بومی، پنیر و همچنین میوه‌های مختلف برخلاف سالادهای ماکارونی غربی استفاده می‌شود. معمولاً در تعطیلات مانند کریسمس و سال نو و همچنین مهمانی‌ها و مجالس مصرف می‌شود. یک نوع معمولی مرغ خرد شده را اضافه می‌کند و به عنوان سالاد مرغ یا سالاد ماکارونی مرغ شناخته می‌شود.

### ایالات متحده
در ایالات متحده، سالاد ماکارونی به عنوان یک «غذا اصلی» توصیف شده‌است. در هاوایی، سالاد ماکارونی یک غذای اصلی محبوب در ناهار بشقاب است و به‌طور سنتی با پیاز رنده شده و ماکارونی پخته شده تا زمانی که خیلی نرم شود درست می‌شود. در روچستر، نیویورک، سالاد ماکارونی به عنوان عنصری از بشقاب زباله سرو می‌شود. در پورتوریکو، سالاد ماکارونی ممکن است حاوی سس مایونز، خردل، کنسرو ماهی تن یا تکه‌های اسپم، پیاز، فلفل کوبانل و پیمنتو باشد.

## بیشتر خواندن
- Neil, M.H. (1916). Salads, Sandwiches and Chafing Dish Recipes. D. McKay. p. 216. Retrieved December 22, 2017.

الگو:Pasta dishesالگو:Philippine cuisine